# Ford Nucleon
Ford Nucleon byl v roce 1958 projekt automobilky Ford na osobní automobil poháněný jaderným reaktorem. Projekt nikdy nepřekročil stádium makety, postavené v měřítku 3:8.
Konstruktéři navrhli automobil s miniaturním varným jaderným reaktorem. Samotný pohyb měla zajišťovat parní turbína, další malý turbogenerátor měl vyrábět elektřinu. Oběh vody měl být uzavřený. Plánovala se snadno vyměnitelná kazeta s radionuklidy, která by zajistila dojezd kolem 8000 km.
Model automobilu je k vidění v Muzeu Henryho Forda v Dearbornu ve státě Michigan.